# Municipalità aborigena di Yalata
La municipalità aborigena di Yalata è una Local Government Area che si trova in Australia Meridionale. Essa si estende su una superficie di 4.563 chilometri quadrati e ha una popolazione di 110 abitanti. La sede del consiglio si trova a Ceduna, al di fuori dei confini dell'LGA.